# Ewald Schmidt di Simoni
Ewald Schmidt di Simoni (* 3. August 1898 in Treptow als Ewald Otto Erich Schmidt; † 2. September 1980) war ein deutscher Verleger, Journalist und Autor.

## Leben
Der Sohn eines Arztes war mit 16 Jahren als Freiwilliger und Offiziersanwärter für die Kriegsmarine des Kaiserreiches aktiv. Nach einem sehr guten Marine-Examen war er aufgrund Vorpatentierung sofort als Leutnant der Marine tätig. 1918 entlassen begann er ein Studium in Hannover für Hoch- und Tiefbautechnik bis zum Vorexamen. Aus finanziellen Gründen (Tod seines Vaters als Stabsarzt) trat er in die Verlagsbranche ein. Er arbeitete im Ullstein-Verlag, zuletzt als Vertriebsleiter in Berlin. 1923 heiratete er die geschiedene Ada Bekkevold geb. Bobzien. Die Ehe wurde 1926 wieder geschieden. Dann wechselte er zur Frankfurter Zeitung und war dort Hauptvertriebsleiter. 1927 folgte die Heirat mit Else Walter (1928 Geburt des ersten Sohnes Kay in Frankfurt; 1938 Geburt des zweiten Sohnes Thomas Ingo in Düsseldorf). Nach 1933 im Zuge der NS-Situation wechselte er 1934 an die Kölnische Zeitung bei Neven-Dumont als dessen rechte Hand. Aus dieser Zeit existiert ein Brief an den dortigen NS-Gauleiter, der ihn für die NSDAP werben wollte, doch Schmidt di Simoni wollte mit ihm und seiner Partei in Vergangenheit und Zukunft nichts zu tun haben. Dies führte zum Hinauswurf aus der NS-Pressekammer. Nun wechselte er für seinen Verleger nach Düsseldorf und war dort von 1937 bis 1938 als Zeitungsgroßhändler tätig. Wegen der NS-Umstände erfolgte ein erneuter Hinauswurf aus der Reichskulturkammer, so dass auch jede Tätigkeit in der Presse verboten wurde. Er fand dann ein Textil-Vertriebsunternehmen in Chemnitz. Dort konnte er an Hunderte von Kunden in Deutschland kaufmännisch nahezu unverändert als Generaldirektor textile Waren vertreiben. Die Firma dort (Fa. Hofmann & Co.) arbeitete reichsweit schon mit dem Hollerith-System.
Ewald Schmidt di Simoni wurde 1939 zur Kriegsmarine eingezogen. Durch seine Organisationsbegabung avancierte er zum Korvettenkapitän, war dann tätig im Bereich des MOK-Nord-Admiralsstabs. Mit Kriegsende als persönlich „unbelastet“ leitete er die britische Waffenstillstandskommission bei Hamburg. 1946 nahm er den neuen Familiennamen Schmidt-di Simoni an. Aufgrund seiner Verdienste und Fähigkeiten erhielt er die britische Lizenz für einen Zeitungsverlag. Er gründete dann mit Gerd Bucerius (um behördliche und rechtliche Probleme abzudecken), mit Lovis H. Lorenz (als Feuilletonisten) und Richard Tüngel (Schriftleitungsposition), Die Zeit als kommentative Wochenzeitung. Alle erwarben alsbald die wesentlich marktgängigere Illustrierte Stern vom Nannenverlag in Hannover dazu. Aufgrund interner Auseinandersetzungen trennten sich Schmidt di Simoni und Tüngel (Lorenz war schon vorher ausgeschieden) später von Bucerius, der dann den gesamten Verlag neu strukturierte.
1957 erhielt Schmidt di Simoni 1 Million Mark als Abfindung.

## Werke (Auswahl)
- Ewald Schmidt di Simoni: plus und minus, Busse-Seewald Verlag, 1976, ISBN 3-512-00419-9
- Ewald Schmidt di Simoni: Die edlen Weine der Pfalz, Busse-Seewald Verlag, 1968, ISBN 3-512-00160-2
- Ewald Schmidt di Simoni: Rettet den Verkehr, Höhr-Grenzhausen bei Koblenz Starczewski, 1972